# NBA All-Star Game 1960
L'NBA All-Star Game 1960, svoltosi a Filadelfia, vide la vittoria finale della Eastern Division sulla Western Division per 125 a 115.
Wilt Chamberlain, dei Philadelphia Warriors, fu nominato MVP della partita.

## Squadre

### Western Division
| Western Division |                    |     |     |     |     |     |     |     |     |
| Giocatore        | Squadra            | MIN | FGM | FGA | FTM | FTA | RIM | AST | PT  |
| Bob Pettit       | St. Louis Hawks    | 28  | 4   | 15  | 3   | 6   | 14  | 2   | 11  |
| Jack Twyman      | Cincinnati Royals  | 28  | 11  | 17  | 5   | 8   | 5   | 1   | 27  |
| Walter Dukes     | Detroit Pistons    | 26  | 2   | 10  | 0   | 1   | 15  | 1   | 4   |
| Gene Shue        | Detroit Pistons    | 34  | 6   | 13  | 1   | 2   | 6   | 6   | 13  |
| Elgin Baylor     | Minneapolis Lakers | 28  | 10  | 18  | 5   | 7   | 13  | 3   | 25  |
| Cliff Hagan      | St. Louis Hawks    | 21  | 1   | 9   | 0   | 0   | 3   | 2   | 1   |
| Chuck Noble      | Detroit Pistons    | 11  | 0   | 5   | 0   | 0   | 1   | 3   | 0   |
| Clyde Lovellette | St. Louis Hawks    | 18  | 6   | 11  | 0   | 0   | 8   | 1   | 12  |
| Rod Hundley      | Minneapolis Lakers | 23  | 5   | 12  | 0   | 0   | 3   | 2   | 10  |
| Dick Garmaker    | Minneapolis Lakers | 23  | 5   | 11  | 1   | 2   | 4   | 3   | 11  |
| Totale           |                    | 240 | 50  | 121 | 15  | 26  | 72  | 24  | 115 |
| All. Ed Macauley | St. Louis Hawks    |     |     |     |     |     |     |     |     |

MIN: minuti. FGM: tiri dal campo riusciti. FGA: tiri dal campo tentati. FTM: tiri liberi riusciti. FTA: tiri liberi tentati. RIM: rimbalzi. AST: assist. PT: punti

### Eastern Division
| Eastern Division  |                       |             |             |             |             |             |             |             |             |
| Giocatore         | Squadra               | MIN         | FGM         | FGA         | FTM         | FTA         | RIM         | AST         | PT          |
| Dolph Schayes     | Syracuse Nationals    | 27          | 8           | 19          | 3           | 3           | 10          | 0           | 19          |
| Bill Russell      | Boston Celtics        | 27          | 3           | 7           | 0           | 2           | 8           | 3           | 6           |
| Wilt Chamberlain  | Philadelphia Warriors | 30          | 9           | 20          | 5           | 7           | 25          | 2           | 23          |
| Bob Cousy         | Boston Celtics        | 26          | 1           | 7           | 0           | 0           | 5           | 8           | 2           |
| Richie Guerin     | New York Knicks       | 22          | 5           | 11          | 2           | 2           | 4           | 4           | 12          |
| George Yardley    | Syracuse Nationals    | 16          | 5           | 9           | 1           | 2           | 3           | 0           | 11          |
| Tom Gola          | Philadelphia Warriors | 20          | 5           | 13          | 2           | 3           | 4           | 2           | 12          |
| Willie Naulls     | New York Knicks       | 26          | 5           | 19          | 3           | 4           | 10          | 0           | 13          |
| Bill Sharman      | Boston Celtics        | 26          | 8           | 21          | 1           | 1           | 6           | 2           | 17          |
| Larry Costello    | Syracuse Nationals    | 20          | 5           | 9           | 0           | 0           | 4           | 2           | 10          |
| Paul Arizin       | Philadelphia Warriors | infortunato | infortunato | infortunato | infortunato | infortunato | infortunato | infortunato | infortunato |
| Totale            |                       | 240         | 54          | 135         | 17          | 24          | 79          | 23          | 125         |
| All. Red Auerbach | Boston Celtics        |             |             |             |             |             |             |             |             |

MIN: minuti. FGM: tiri dal campo riusciti. FGA: tiri dal campo tentati. FTM: tiri liberi riusciti. FTA: tiri liberi tentati. RIM: rimbalzi. AST: assist. PT: punti